# Kravica (Bratunac)
Kravica je převážně Srby obývaná vesnice v Bosně a Hercegovině u srbských hranic spadající pod obec Bratunac. Téměř čistě srbská byla i před válkou v Jugoslávii. Místo s asi 360 obyvateli se nechvalně proslavilo právě díky této válce, kdy zde bylo provedeno několik útoků na civilisty.  Známý je útok na Srby pod vedením Nasera Oriće ze 7. ledna 1993. Dne 13. července 1995 pak následoval naopak masakr většího počtu muslimských zajatců v místním kravíně, což je považováno za součást Srebrenického masakru.